# 6 Heures de São Paulo 2012
Navigation
Édition précédente Édition suivante
Les 6 Heures de São Paulo prennent la suite en 2012 des Mil Milhas Brasil. La course se dispute le 15 septembre 2012 et compte pour le Championnat du monde d'endurance FIA 2012. Elle est remportée par la Toyota TS030 Hybrid du Toyota Racing pilotée par Alexander Wurz et Nicolas Lapierre, qui s'était élancée en tête.

## Circuit

Le circuit d'Interlagos, cadre des 6 Heures de São Paulo.

Les 6 Heures de São Paulo 2013 se déroulent sur l'Autodromo José Carlos Pace, couramment surnommé circuit d'Interlagos, et situé dans la ville de São Paulo, au Brésil. Il est composé de deux lignes droites, dont la Reta Oposta, la plus longue du circuit. Ces deux lignes droites sont séparées par une section plus lente, formée d'une succession de courbes. Ce circuit est célèbre car il accueille la Formule 1.

## Qualifications
Voici le classement officiel au terme des qualifications. Les premiers de chaque catégorie sont signalés par un fond jauni.
| Pos | Catégorie | Équipe                        | Pilote               | Temps          | Grille |
| --- | --------- | ----------------------------- | -------------------- | -------------- | ------ |
| 1   | LMP1      | no 7 Toyota Racing            | Alexander Wurz       | 1 min 22 s 363 | 1      |
| 2   | LMP1      | no 2 Audi Sport Team Joest    | Lucas di Grassi      | 1 min 23 s 147 | 2      |
| 3   | LMP1      | no 1 Audi Sport Team Joest    | André Lotterer       | 1 min 23 s 332 | 3      |
| 4   | LMP1      | no 12 Rebellion Racing        | Neel Jani            | 1 min 23 s 962 | 4      |
| 5   | LMP1      | no 21 Strakka Racing          | Danny Watts          | 1 min 24 s 089 | 5      |
| 6   | LMP1      | no 13 Rebellion Racing        | Andrea Belicchi      | 1 min 24 s 179 | 6      |
| 7   | LMP1      | no 22 JRM                     | Peter Dumbreck       | 1 min 24 s 320 | 7      |
| 8   | LMP2      | no 44 Starworks Motorsport    | Stéphane Sarrazin    | 1 min 27 s 048 | 8      |
| 9   | LMP2      | no 25 ADR (en)-Delta          | John Martin          | 1 min 27 s 153 | 9      |
| 10  | LMP2      | no 26 Signatech-Nissan        | Nelson Panciatici    | 1 min 27 s 167 | 10     |
| 11  | LMP2      | no 35 OAK Racing              | Bertrand Baguette    | 1 min 27 s 275 | 11     |
| 12  | LMP2      | no 32 Lotus                   | Vitantonio Liuzzi    | 1 min 27 s 338 | 12     |
| 13  | LMP2      | no 23 Signatech-Nissan        | Franck Mailleux      | 1 min 27 s 452 | 13     |
| 14  | LMP2      | no 41 Greaves Motorsport      | Elton Julian         | 1 min 27 s 769 | 14     |
| 15  | LMP2      | no 24 OAK Racing              | Matthieu Lahaye      | 1 min 27 s 818 | 15     |
| 16  | LMP2      | no 49 Pecom Racing            | Pierre Kaffer        | 1 min 27 s 968 | 16     |
| 17  | LMP2      | no 31 Lotus                   | Thomas Holzer        | 1 min 28 s 958 | 17     |
| 18  | LMP2      | no 29 Gulf Racing Middle East | Fabien Giroix        | 1 min 30 s 871 | 18     |
| 19  | LMGTE Pro | no 97 Aston Martin Racing     | Darren Turner        | 1 min 33 s 855 | 19     |
| 20  | LMGTE Pro | no 77 Team Felbermayr-Proton  | Marc Lieb            | 1 min 34 s 040 | 20     |
| 21  | LMGTE Pro | no 51 AF Corse                | Giancarlo Fisichella | 1 min 34 s 203 | 21     |
| 22  | LMGTE Pro | no 71 AF Corse                | Andrea Bertolini     | 1 min 34 s 733 | 22     |
| 23  | LMGTE Am  | no 61 AF Corse-Waltrip        | Enrique Bernoldi     | 1 min 34 s 781 | 23     |
| 24  | LMGTE Am  | no 57 Krohn Racing            | Michele Rugolo       | 1 min 35 s 401 | 24     |
| 25  | LMGTE Am  | no 88 Team Felbermayr-Proton  | Paolo Ruberti        | 1 min 35 s 485 | 25     |
| 26  | LMGTE Am  | no 50 Larbre Compétition      | Fernando Rees        | 1 min 35 s 485 | 26     |
| 27  | LMGTE Am  | no 55 JWA-Avila               | Markus Palttala      | 1 min 36 s 800 | 27     |
| 28  | LMGTE Am  | no 70 Larbre Compétition      | Pascal Gibon         | 1 min 38 s 792 | 28     |

## Résultats
Voici le classement officiel au terme de la course.
- Les vainqueurs de chaque catégorie sont signalés par un fond jauni.
- Pour la colonne Pneus, il faut passer le curseur au-dessus du modèle pour connaître le manufacturier de pneumatiques.

| Pos     | Cat       | n° | Équipe                  | Pilotes                                              | Châssis                                  | Pneus | Tours |
| Pos     | Cat       | n° | Équipe                  | Pilotes                                              | Moteur                                   | Pneus | Tours |
| ------- | --------- | -- | ----------------------- | ---------------------------------------------------- | ---------------------------------------- | ----- | ----- |
| 1       | LMP1      | 7  | Toyota Racing           | Alexander Wurz Nicolas Lapierre                      | Toyota TS030 Hybrid                      | M     | 247   |
| 1       | LMP1      | 7  | Toyota Racing           | Alexander Wurz Nicolas Lapierre                      | Toyota 3,4 L V8 (Hybride)                | M     | 247   |
| 2       | LMP1      | 1  | Audi Sport Team Joest   | André Lotterer Marcel Fässler Benoît Tréluyer        | Audi R18 e-tron quattro                  | M     | 247   |
| 2       | LMP1      | 1  | Audi Sport Team Joest   | André Lotterer Marcel Fässler Benoît Tréluyer        | Audi TDI 3,7 L Turbo V6 (Hybride Diesel) | M     | 247   |
| 3       | LMP1      | 2  | Audi Sport Team Joest   | Allan McNish Tom Kristensen Lucas di Grassi          | Audi R18 Ultra                           | M     | 247   |
| 3       | LMP1      | 2  | Audi Sport Team Joest   | Allan McNish Tom Kristensen Lucas di Grassi          | Audi TDI 3,7 L Turbo V6 (Diesel)         | M     | 247   |
| 4       | LMP1      | 12 | Rebellion Racing        | Nicolas Prost Neel Jani                              | Lola B12/60                              | M     | 242   |
| 4       | LMP1      | 12 | Rebellion Racing        | Nicolas Prost Neel Jani                              | Toyota RV8KLM 3,4 L V8                   | M     | 242   |
| 5       | LMP1      | 21 | Strakka Racing          | Nick Leventis Jonny Kane Danny Watts                 | HPD ARX-03a                              | M     | 240   |
| 5       | LMP1      | 21 | Strakka Racing          | Nick Leventis Jonny Kane Danny Watts                 | Honda LM-V8 3.4L V8                      | M     | 240   |
| 6       | LMP1      | 13 | Rebellion Racing        | Andrea Belicchi Harold Primat                        | Lola B12/60                              | M     | 240   |
| 6       | LMP1      | 13 | Rebellion Racing        | Andrea Belicchi Harold Primat                        | Toyota RV8KLM 3,4 L V8                   | M     | 240   |
| 7       | LMP2      | 44 | Starworks Motorsport    | Ryan Dalziel Enzo Potolicchio Stéphane Sarrazin      | HPD ARX-03b                              | D     | 234   |
| 7       | LMP2      | 44 | Starworks Motorsport    | Ryan Dalziel Enzo Potolicchio Stéphane Sarrazin      | Honda HR28TT 2,8 L Turbo V6              | D     | 234   |
| 8       | LMP2      | 49 | Pecom Racing            | Luís Pérez Companc Nicolas Minassian Pierre Kaffer   | Oreca 03                                 | D     | 231   |
| 8       | LMP2      | 49 | Pecom Racing            | Luís Pérez Companc Nicolas Minassian Pierre Kaffer   | Nissan VK45DE 4,5 L V8                   | D     | 231   |
| 9       | LMP1      | 22 | JRM Racing              | Peter Dumbreck David Brabham Karun Chandhok          | HPD ARX-03a                              | M     | 230   |
| 9       | LMP1      | 22 | JRM Racing              | Peter Dumbreck David Brabham Karun Chandhok          | Honda LM-V8 3.4L V8                      | M     | 230   |
| 10      | LMP2      | 24 | OAK Racing              | Jacques Nicolet Olivier Pla Matthieu Lahaye          | Morgan LMP2                              | D     | 230   |
| 10      | LMP2      | 24 | OAK Racing              | Jacques Nicolet Olivier Pla Matthieu Lahaye          | Nissan VK45DE 4,5 L V8                   | D     | 230   |
| 11      | LMP2      | 41 | Greaves Motorsport      | Christian Zugel Roberto González Elton Julian        | Zytek Z11SN                              | D     | 229   |
| 11      | LMP2      | 41 | Greaves Motorsport      | Christian Zugel Roberto González Elton Julian        | Nissan VK45DE 4,5 L V8                   | D     | 229   |
| 12      | LMP2      | 25 | ADR (en)-Delta          | John Martin Tor Graves Jan Charouz                   | Oreca 03                                 | D     | 228   |
| 12      | LMP2      | 25 | ADR (en)-Delta          | John Martin Tor Graves Jan Charouz                   | Nissan VK45DE 4,5 L V8                   | D     | 228   |
| 13      | LMP2      | 32 | Lotus                   | Kevin Weeda Vitantonio Liuzzi James Rossiter         | Lola B12/80                              | D     | 228   |
| 13      | LMP2      | 32 | Lotus                   | Kevin Weeda Vitantonio Liuzzi James Rossiter         | Lotus 3,6 L V8                           | D     | 228   |
| 14      | LMP2      | 26 | Signatech-Nissan        | Pierre Ragues Nelson Panciatici Roman Rusinov        | Oreca 03                                 | D     | 227   |
| 14      | LMP2      | 26 | Signatech-Nissan        | Pierre Ragues Nelson Panciatici Roman Rusinov        | Nissan VK45DE 4,5 L V8                   | D     | 227   |
| 15      | LMP2      | 31 | Lotus                   | Thomas Holzer Mirco Schultis Luca Moro               | Lola B12/80                              | D     | 226   |
| 15      | LMP2      | 31 | Lotus                   | Thomas Holzer Mirco Schultis Luca Moro               | Lotus 3,6 L V8                           | D     | 226   |
| 16      | LMGTE Pro | 51 | AF Corse                | Giancarlo Fisichella Gianmaria Bruni                 | Ferrari 458 Italia GT2                   | M     | 221   |
| 16      | LMGTE Pro | 51 | AF Corse                | Giancarlo Fisichella Gianmaria Bruni                 | Ferrari 4,5 L V8                         | M     | 221   |
| 17      | LMGTE Pro | 97 | Aston Martin Racing     | Stefan Mücke Darren Turner                           | Aston Martin Vantage GTE                 | M     | 220   |
| 17      | LMGTE Pro | 97 | Aston Martin Racing     | Stefan Mücke Darren Turner                           | Aston Martin 4,5 L V8                    | M     | 220   |
| 18      | LMGTE Pro | 77 | Team Felbermayr-Proton  | Marc Lieb Richard Lietz                              | Porsche 997 GT3-RSR                      | M     | 220   |
| 18      | LMGTE Pro | 77 | Team Felbermayr-Proton  | Marc Lieb Richard Lietz                              | Porsche 4,0 L Flat-6                     | M     | 220   |
| 19      | LMGTE Pro | 71 | AF Corse                | Andrea Bertolini Olivier Beretta                     | Ferrari 458 Italia GT2                   | M     | 219   |
| 19      | LMGTE Pro | 71 | AF Corse                | Andrea Bertolini Olivier Beretta                     | Ferrari 4,5 L V8                         | M     | 219   |
| 20      | LMGTE Am  | 88 | Team Felbermayr-Proton  | Christian Ried Gianluca Roda Paolo Ruberti           | Porsche 911 GT3 RSR (997)                | M     | 213   |
| 20      | LMGTE Am  | 88 | Team Felbermayr-Proton  | Christian Ried Gianluca Roda Paolo Ruberti           | Porsche 4,0 L Flat-6                     | M     | 213   |
| 21      | LMGTE Am  | 70 | Larbre Compétition      | Pascal Gibon Christophe Bourret Jean-Philippe Belloc | Chevrolet Corvette C6.R                  | M     | 211   |
| 21      | LMGTE Am  | 70 | Larbre Compétition      | Pascal Gibon Christophe Bourret Jean-Philippe Belloc | Chevrolet 5.5L V8                        | M     | 211   |
| 22      | LMGTE Am  | 61 | AF Corse-Waltrip        | Francisco Longo Xandy Negrão Enrique Bernoldi        | Ferrari 458 Italia GT2                   | M     | 210   |
| 22      | LMGTE Am  | 61 | AF Corse-Waltrip        | Francisco Longo Xandy Negrão Enrique Bernoldi        | Ferrari 4,5 L V8                         | M     | 210   |
| 23      | LMGTE Am  | 55 | JWA-Avila               | Paul Daniels Joël Camathias Markus Palttala          | Porsche 911 GT3 RSR (997)                | P     | 195   |
| 23      | LMGTE Am  | 55 | JWA-Avila               | Paul Daniels Joël Camathias Markus Palttala          | Porsche 4,0 L Flat-6                     | P     | 195   |
| 24      | LMP2      | 29 | Gulf Racing Middle East | Fabien Giroix Keiko Ihara (en) Jean-Denis Delétraz   | Lola B12/80                              | D     | 194   |
| 24      | LMP2      | 29 | Gulf Racing Middle East | Fabien Giroix Keiko Ihara (en) Jean-Denis Delétraz   | Nissan VK45DE 4,5 L V8                   | D     | 194   |
| Abandon | LMP2      | 35 | OAK Racing              | Bertrand Baguette Dominik Kraihamer Alex Brundle     | Morgan LMP2                              | D     | 164   |
| Abandon | LMP2      | 35 | OAK Racing              | Bertrand Baguette Dominik Kraihamer Alex Brundle     | Nissan VK45DE 4,5 L V8                   | D     | 164   |
| Abandon | LMP2      | 23 | Signatech-Nissan        | Franck Mailleux Jordan Tresson Olivier Lombard       | Oreca 03                                 | D     | 96    |
| Abandon | LMP2      | 23 | Signatech-Nissan        | Franck Mailleux Jordan Tresson Olivier Lombard       | Nissan VK45DE 4,5 L V8                   | D     | 96    |
| Abandon | LMGTE Am  | 57 | Krohn Racing            | Tracy Krohn Niclas Jönsson Michele Rugolo            | Ferrari 458 Italia GT2                   | M     | 1     |
| Abandon | LMGTE Am  | 57 | Krohn Racing            | Tracy Krohn Niclas Jönsson Michele Rugolo            | Ferrari 4,5 L V8                         | M     | 1     |
| Exclu   | LMGTE Am  | 50 | Larbre Compétition      | Patrick Bornhauser Julien Canal Fernando Rees        | Chevrolet Corvette C6.R                  | M     | 216   |
| Exclu   | LMGTE Am  | 50 | Larbre Compétition      | Patrick Bornhauser Julien Canal Fernando Rees        | Chevrolet 5,5 L V8                       | M     | 216   |